# Formone
Der Formone ist ein 16 km langer Fluss (Torrente) im Orciatal in der Region Toskana in Italien, der die Provinz Siena von Süd nach Nord durchquert und an den nördlichen Gemeindegrenzen von Castiglione d’Orcia und Radicofani zu Pienza als linker Nebenfluss in den Orcia mündet.

## Verlauf
Der Fluss entspringt an einem westlichen Ausläufer des Berges Monte Amiata nahe dem Poggio Cirillo (706 m) und dem Pianoro dello Zoccolino, einem Gebiet nördlich des Zentrums von Abbadia San Salvatore und südlich von Bagni San Filippo (Ortsteil von Castiglione d’Orcia). Im Gemeindegebiet von Abbadia San Salvatore verbringt er insgesamt 3 km. Von hier fließt er kurz östlich und unterquert die Via Cassia (hier verlaufsgleich mit der Via Francigena), wo er sich mit dem weniger als 1 km langen Fosso Formoncino vereinigt. Ab hier verläuft er als Grenzfluss zwischen Abbadia San Salvatore und Radicofani Richtung Norden. Nach ca. einem Kilometer, auf Höhe von Bagni San Filippo, wird er zum Grenzfluss zwischen Castiglione d’Orcia (westlich) und Radicofani (östlich des Formone), was er bis zu seiner Mündung bleibt. Hier tritt von links der 2 km lange Fosso Bianco ein, der die Thermalwasser von Bagni San Filippo nahe der Brücke Ponte sul Formone (435 m, auch Ponte del Formone) einbringt. Zunächst verläuft der Torrente dann für einige Kilometer parallel zur Via Cassia und passiert die alte Poststation von Ricorsi (gehörte zu Campiglia d’Orcia), dann biegt er leicht nach Nordosten ab und folgt der Provinzstraße Strada Provinciale SP 40a. Hier befinden sich linksseitig Calanchi und Biancane aus Tonmineralen, rechtsseitig befindet sich zunächst der Ort Contignano und dann die Festung Castelvecchio d’Orcia (auch Castelvecchio di Radicofani genannt) mit der Parochialkirche Sant’Eustachio a Castelvecchio.
Im Gemeindegebiet von Castiglione d’Orcia verbringt der Fluss 6 km, in dem von Radicofani 7 km. Nach der Podere Molinello fließt der Formone als linker Nebenfluss in den Orcia.
Seit 1995 gehört das Crete dell’Orcia e del Formone genannt Gebiet zum Schutzgebiet Natura 2000.

## Bilder

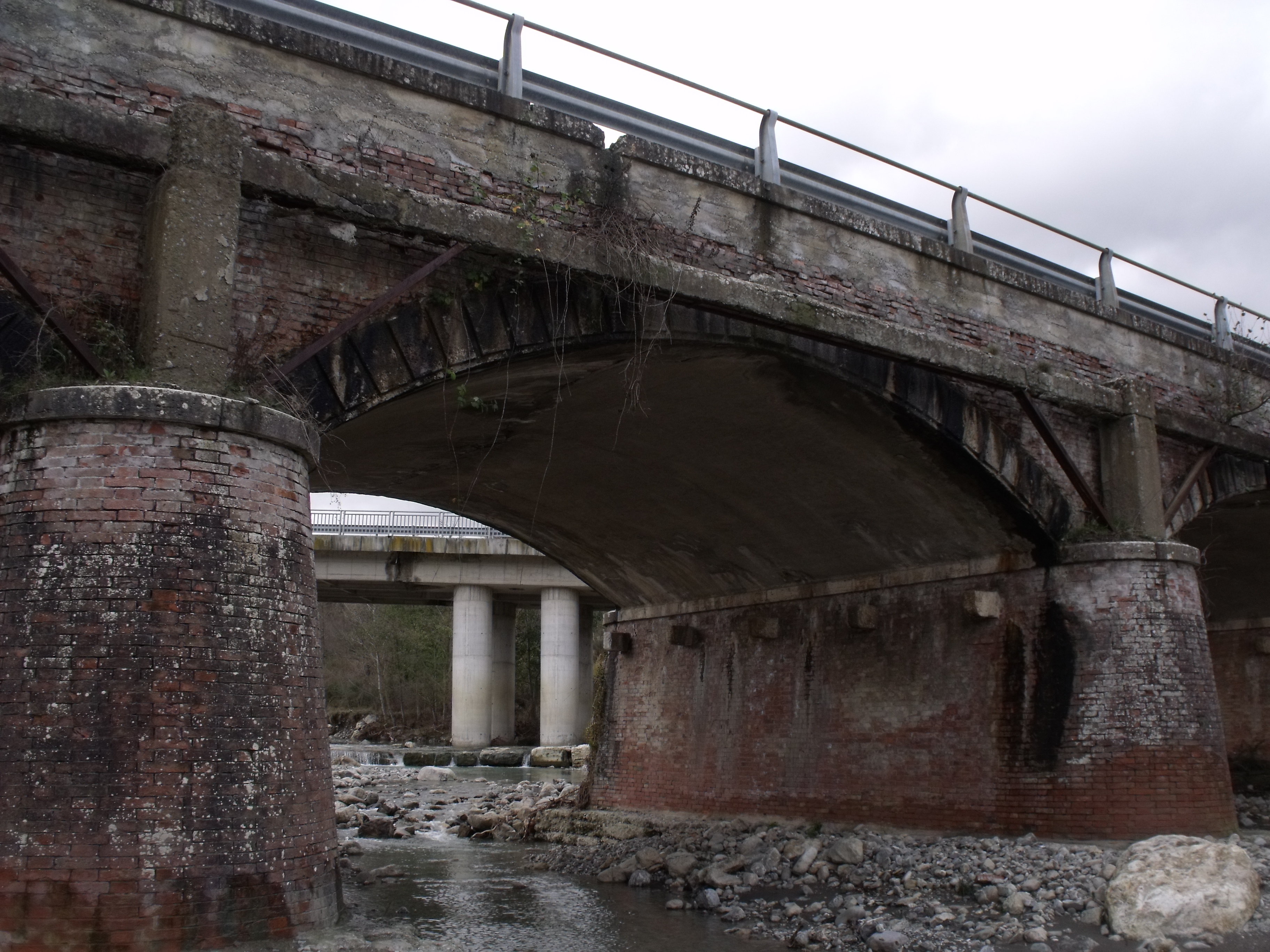
Der Formone an den Brücken Ponte sul Formone (vorne) und der neueren Brücke der Via Cassia
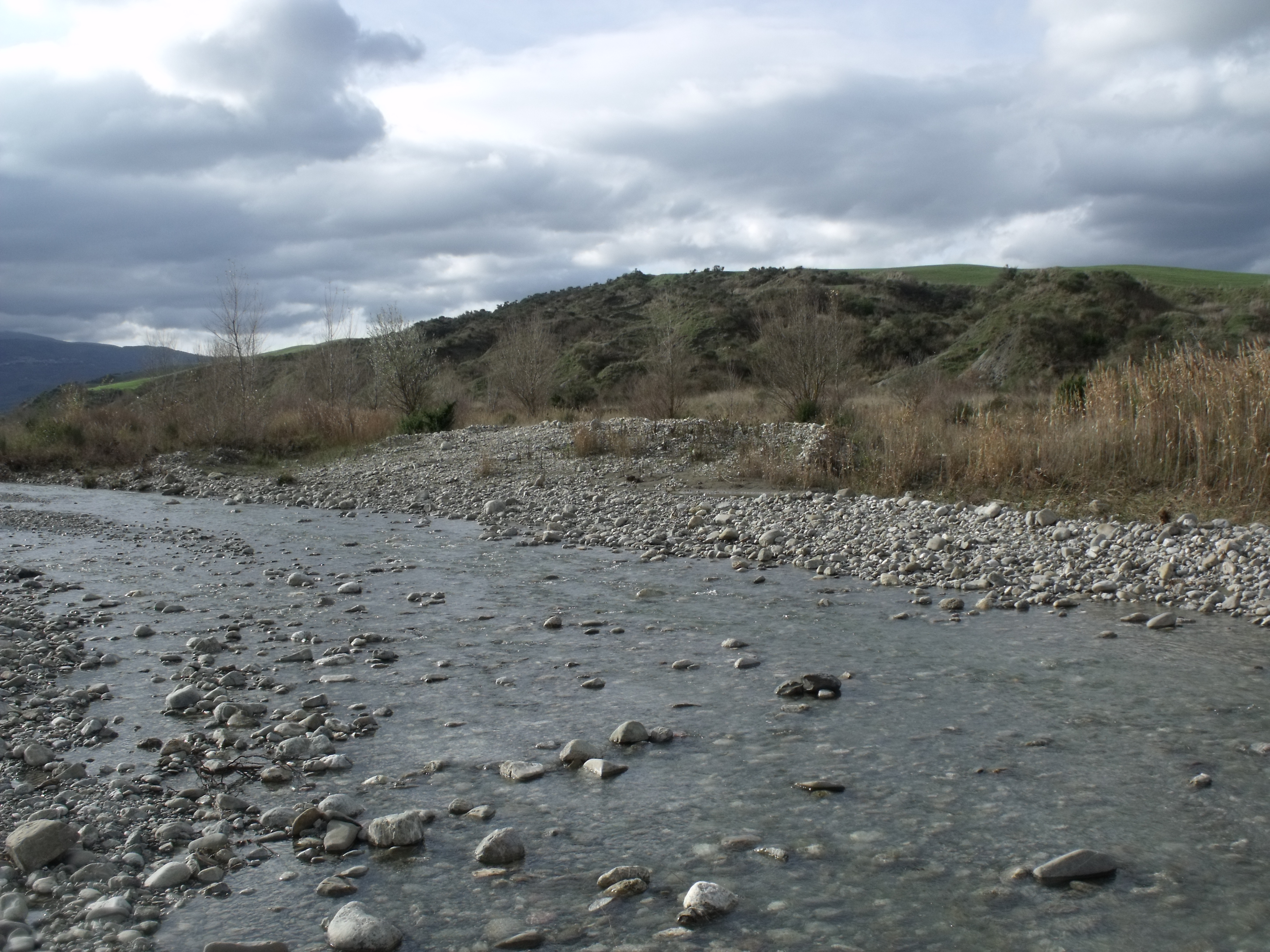
Die Biancane nahe Rimbecca
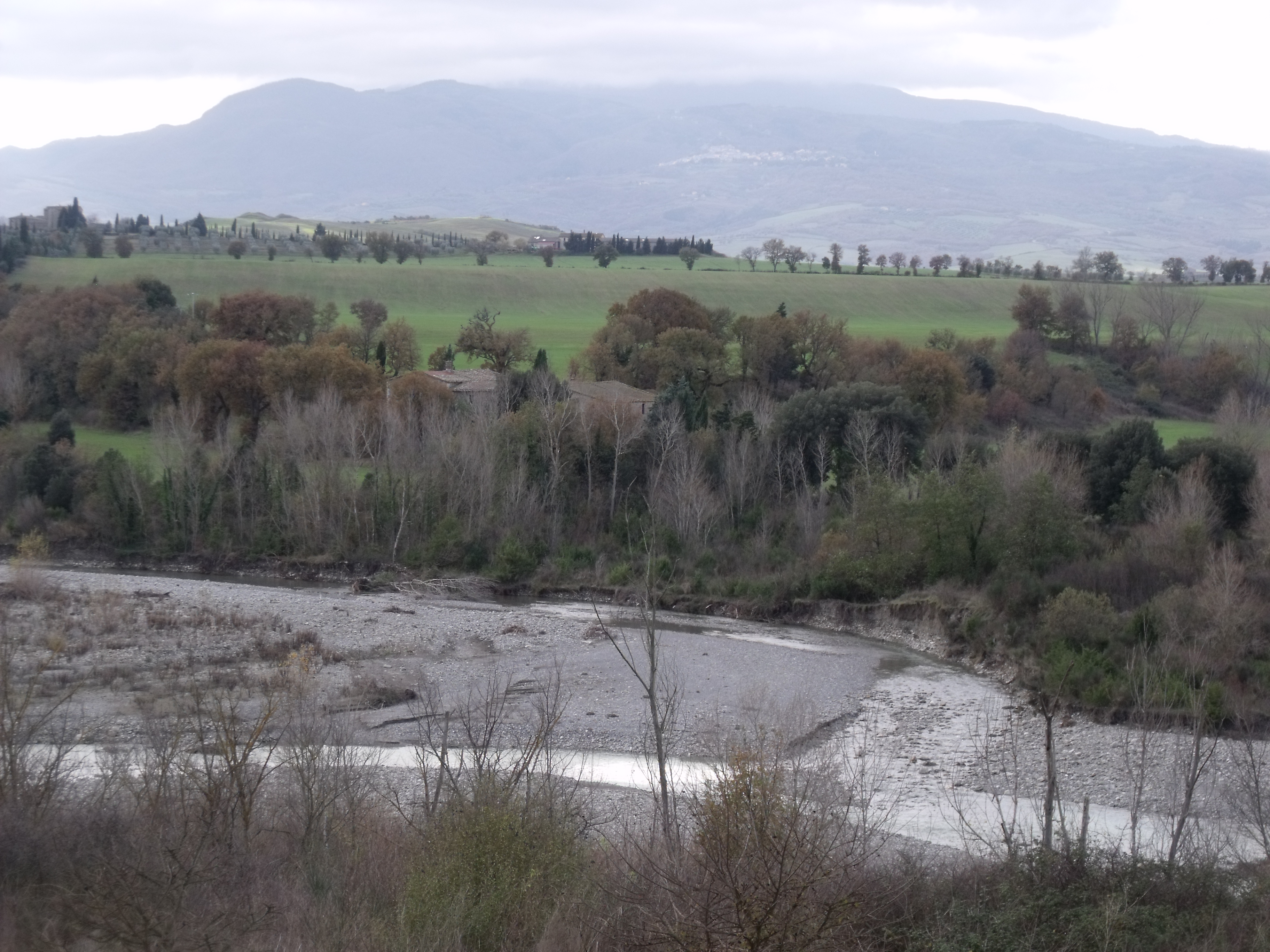
Zusammenfluss von Formone (oben) und Orcia, im Hintergrund der Monte Amiata mit Campiglia d’Orcia